# Miles to Perdition
Miles to Perdition est un groupe luxembourgeois de death metal.

## Histoire
Le groupe est formé à l'été 2007 et enregistre l'année suivante sa première démo éponyme. En 2009, ils participent à la première édition de Rock the South. Miles to Perdition enregistre l'EP Vengeance à Anvers, en Belgique, sorti en 2010. À cette période, ils apparaissent également comme groupe phare d'autres groupes de metal bien connus, dont les Américains d'Avenged Sevenfold et The Black Dahlia Murder, les Brésiliens de Sepultura, et les Suédois d'Arch Enemy.
Leur premier album Blasphemous Rhapsody sort en 2014,. Deux ans plus tard, ils sont récompensés du Metal Battle luxembourgeois, ce qui leur permet de jouer au Wacken Open Air, l'un des plus grands festivals de rock au monde. En 2020, sort l’album 2084,.

## Discographie

### Albums studio
- 2014 : Blasphemous Rhapsody
- 2020 : 2084

### EP
- 2008 : Miles to Perdition (démo)
- 2010 : Vengeance